# Свитава
Сви́тава (чеш. Svitava) — река в Чехии, левый приток реки Свратка. Длина реки — 98 км. Площадь водосборного бассейна — 1149,4 км². Крупнейшим притоком является река Кршетинка.
В 1938 и 1941 годах на реке Свитава в районе Брно была построена плотина образовавшая Брненское (Книничское) водохранилище размером 0,8 в ширину и 10 км в длину.